# Pantar
Pantar (indonez. Pulau Pantar, dawniej Pandai) – wyspa w Indonezji w grupie wysp Alor; powierzchnia 720 km²; długość linii brzegowej 173,8 km. 
Większość powierzchni nizinna, jedynie na południowym krańcu wyspy górzysta (Gunung Sirung 1372 m n.p.m.), porośnięta wilgotnym lasem równikowym; uprawa ryżu, kukurydzy, bawełny, palmy kokosowej; rybołówstwo; rzemiosło artystyczne. Główne miasto to Kabir.